# Malus komarovii
Espèce
Synonymes
- Crataegus komarovii Sarg.[1] [2]
- Sinomalus komarovii (Sarg.) Honda[1]

Statut de conservation UICN

 EN B2ab(iii,iv,v) : En danger
Malus komarovii est une espèce de plantes à fleurs de la famille des Rosaceae.

## Liste des variétés
Selon Tropicos (10 avril 2019) :
- variété Malus komarovii var. funiushanensis S.Y. Wang

## Publication originale
- Journal of the Arnold Arboretum 2(1): 51. 1920.